# حسین کی‌استوان
حسین کی‌استوان تهرانی نویسنده و روزنامه‌نگار و نماینده بندر انزلی در دوره‌های پنجم و ششم مجلس شورای ملی بود.

## زندگی‌ و فعالیت‌ها
کی‌استوان متولد بندر انزلی و دارای تحصیلات قدیم و از جمله افرادی بود که با میرزا حسن رشدیه در امور تعلیم و تربیت فعالیت کرد.  در سال ۱۳۰۲ به نمایندگی بندر انزلی در پنجمین دوره مجلس شورای ملی انتخاب شد. این مجلس با رأی به ماده واحده‌ای در نهم آبان ۱۳۰۴ به سلطنت خاندان قاجار پایان و قدرت را به رضاخان پهلوی انتقال داد. کی استوان در آذر آن سال به نمایندگی گیلان در مجلس مؤسسان انتخاب شد که با تغییراتی در قانون اساسی، به سلطنت پهلوی رسمیت بخشید. 
کی استوان در دوره بعد (ششم) نیز کرسی خود را در مجلس حفظ کرد. پس از پایان دوره نمایندگی‌اش به استخدام وزارت امور خارجه درآمد و به عضویت سفارت ایران در چین فرستاده شد.  در انتخابات دوره هشتم مجلس شورای ملی در سال ۱۳۰۹ نیز شرکت کرد اما در برابر رقیبش کاظم خان مژدهی شکست خورد و نتوانست به مجلس راه یابد. شکایت او از مژدهی و نتیجه انتخابات نیز پذیرفته نشد. 
کی استوان در مطبوعات و نویسندگی هم دستی داشت و مدتی روزنامه‌های پرساد و مظفر را اداره می‌کرد. 

## تالیفات
1. سیاست موازنهٔ منفی در مجلس چهاردهم یا سیر تاریخی مشروطهٔ ایران
2. نژاد و زبان
3. تدوین و چاپ دیوان شمس‌الشعرا سروش
4. اعتقادات شیخ صدوق.